# Naturismus

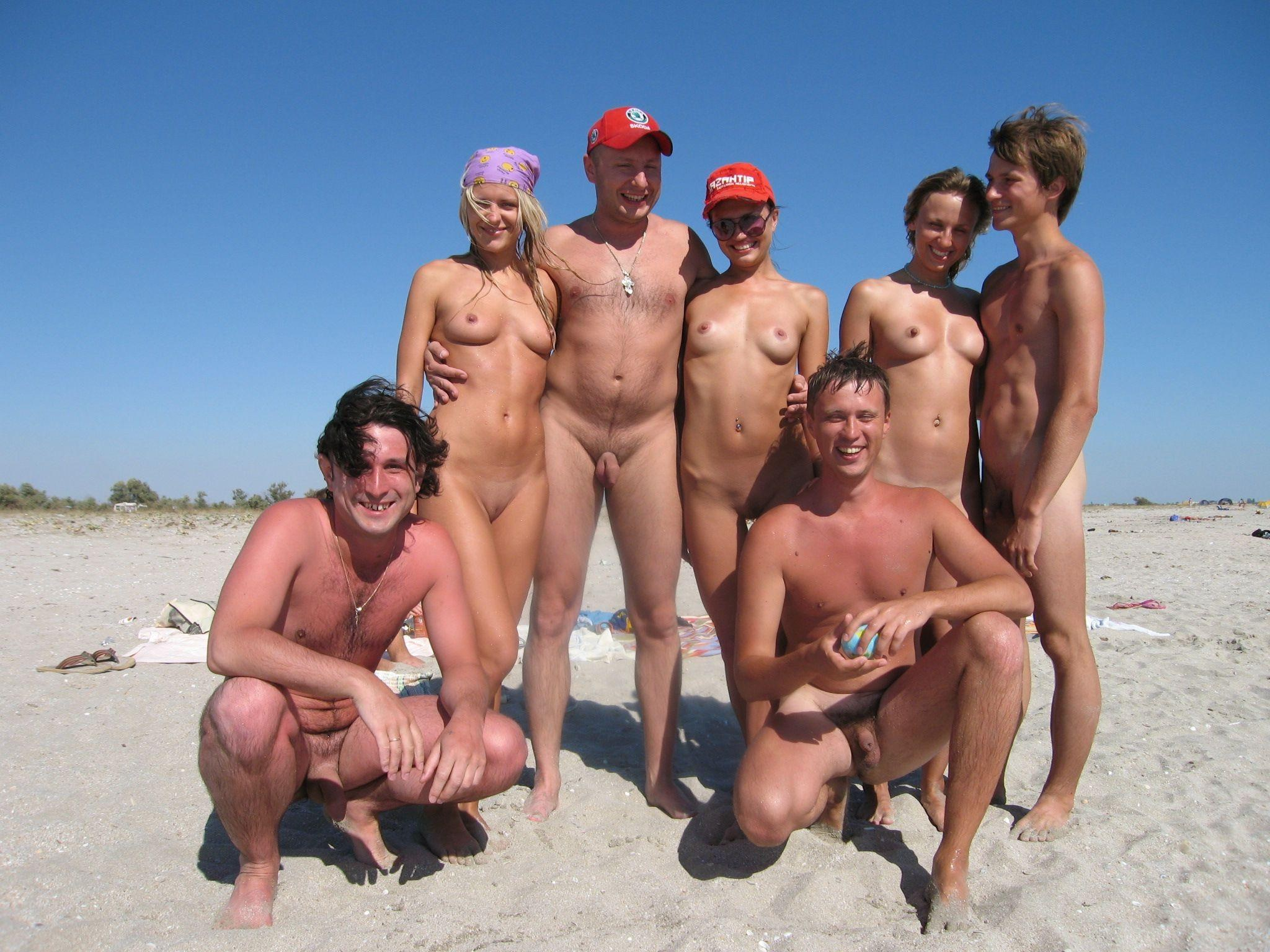
Skupina naturistů na krymské pláži (rok 2008)

Naturismus je myšlenkový směr a životní styl, jehož nejvýraznějším znakem je provozování společné nesexuální nahoty při volnočasových aktivitách a sportu, zejména v přírodním prostředí. Tento nejnápadnější znak bývá označován také pojmem nudismus. O přesném významu a vztahu těchto dvou pojmů se vedou dlouhodobé debaty. Ve Spojených státech amerických a Kanadě se oba pojmy používají v zásadě jako synonyma, v Evropě se pojem naturismus spíš klade do souvislosti s určitými životními zásadami, kdežto pojem nudismu zde mívá poněkud hanlivý nádech a je považován na popis pouhého praktikování nahoty bez jakýchkoli dalších doprovodných požadavků (např. na způsob vedení života). V německém jazykovém prostoru se do značné míry synonymně (jako náhrada pojmů naturismus i nudismus) užívá výraz kultura svobodného těla (německy Freikörperkultur se zkratkou FKK). U konkrétních veřejných aktivit obsahujících (společnou) nahotu je v praxi obtížné rozhodnout, jaké označení jim dát.

## Definice

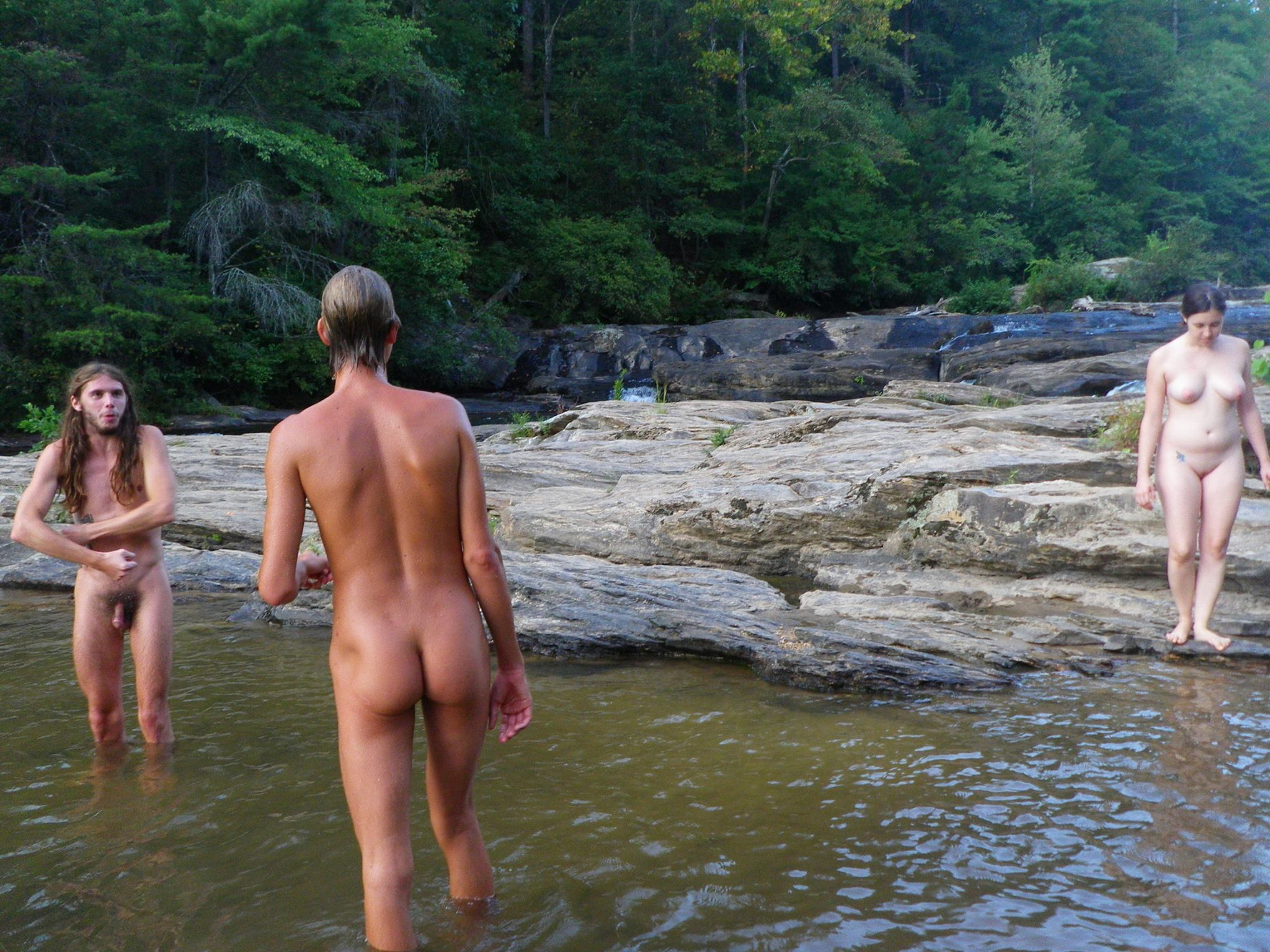
Pobyt u vody je nejběžnější podoba naturismu (Florida, 2014)

Mezinárodní naturistická federace přijala v roce 1974 tuto definici naturismu:

Naturismus je způsob života charakterizovaný provozováním společné nahoty, jehož cílem je podporovat sebeúctu, respekt vůči ostatním a k životnímu prostředí.
Cestovní průvodce světovými naturistickými lokalitami vydaný v roce 1994 Mezinárodní naturistickou federací ve svém úvodu charakterizuje naturismus takto:

Naturismus je přirozený a my v Mezinárodní naturistické federaci se zabýváme podporou návratu k přirozenějšímu a zdravějšímu způsobu života, k tomu, co je nejpřirozenější ve vztahu ke zdraví, našemu životnímu prostředí a naší stravě. Praxe společné nahoty je základní charakteristikou naturismu, který maximálně využívá přírodní činitele slunce, vzduchu a vody. Společná nahota obnovuje fyzickou a duševní rovnováhu schopností odpočívat v přírodním prostředí, cvičením a respektováním základních zásad péče o zdraví a stravy. Podporuje mnoho aktivit, které rozvíjejí tvořivost. Úplná nahota je nejvhodnějším oděvem pro návrat k přírodě a je jistě nejviditelnějším aspektem naturismu, i když ne jediným. Působí vyvažujícím způsobem na lidské bytosti, osvobozuje je od stresu způsobeného tabu a zdroji obav dnešní společnosti a ukazuje cestu k jednoduššímu, zdravějšímu a lidštějšímu způsobu života.
Českomoravská federace naturistů charakterizuje ve svých stanovách naturismus těmito slovy:

Naturismus je způsob života v souladu s přírodou. Jeho projevem je kolektivní nahota spojená se zobecňováním úcty vůči sobě samému, vůči okolí a celé přírodě. Naturismus usiluje o přirozený vztah mezi kolektivní lidskou nahotou a přírodou formou bezprostředního pobytu v ní, využíváním jejich zdrojů jako jsou slunce, voda a vzduch, k odpočinku od civilizace, rekreaci, sportu a regeneraci sil. Naturismus usiluje o hlubokou úctu k přírodě a všem jejím složkám. Jeho filosofie vychází z myšlenek humanismu a starořecké kalokagathie. Dbá o dodržování zásad harmonického způsobu života a vzájemné tolerance.

## Nahota v naturismu

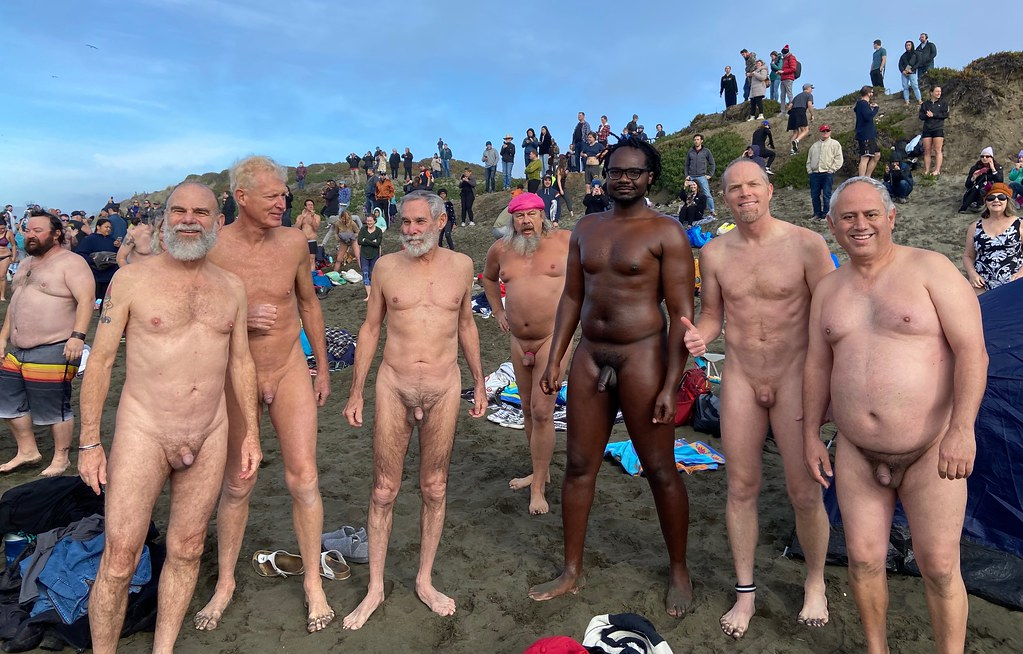
Naturismus ukazuje rozmanitost lidských těl (Novoroční plavání, San Francisco, 2020)

Nahota v naturismu je vnímána jako projev lidské přirozenosti a není jí přisuzován sexuální význam (ačkoli naturisté nepřestávají být sexuální bytosti stejně jako ostatní lidé). Vědecké výzkumy i osobní výpovědi se shodují, že v rámci naturismu díky pravidelnému vystavení běžným dennodenním situacím, které jsou jednoznačně nesexuální, nahota ztrácí svůj sexuální význam. V novověké evropské („západní“) civilizaci je nicméně nahota automaticky spojována se sexem, proto je pro ty, kteří nemají zkušenosti s naturismem (nudismem), často těžké si představit, že nahota mimo výhradně soukromé prostory (koupelny, ložnice) nemá souvislost se sexualitou (což má za následek, že pojmy naturismus, nudismus nebo německá zkratka FKK bývají občas zneužívány jako krycí pojmenování pro nabízení sexuálních služeb či pornografii). Nahota na veřejných místech bývá v očích nenaturistů také ztotožňována s exhibicionismem.

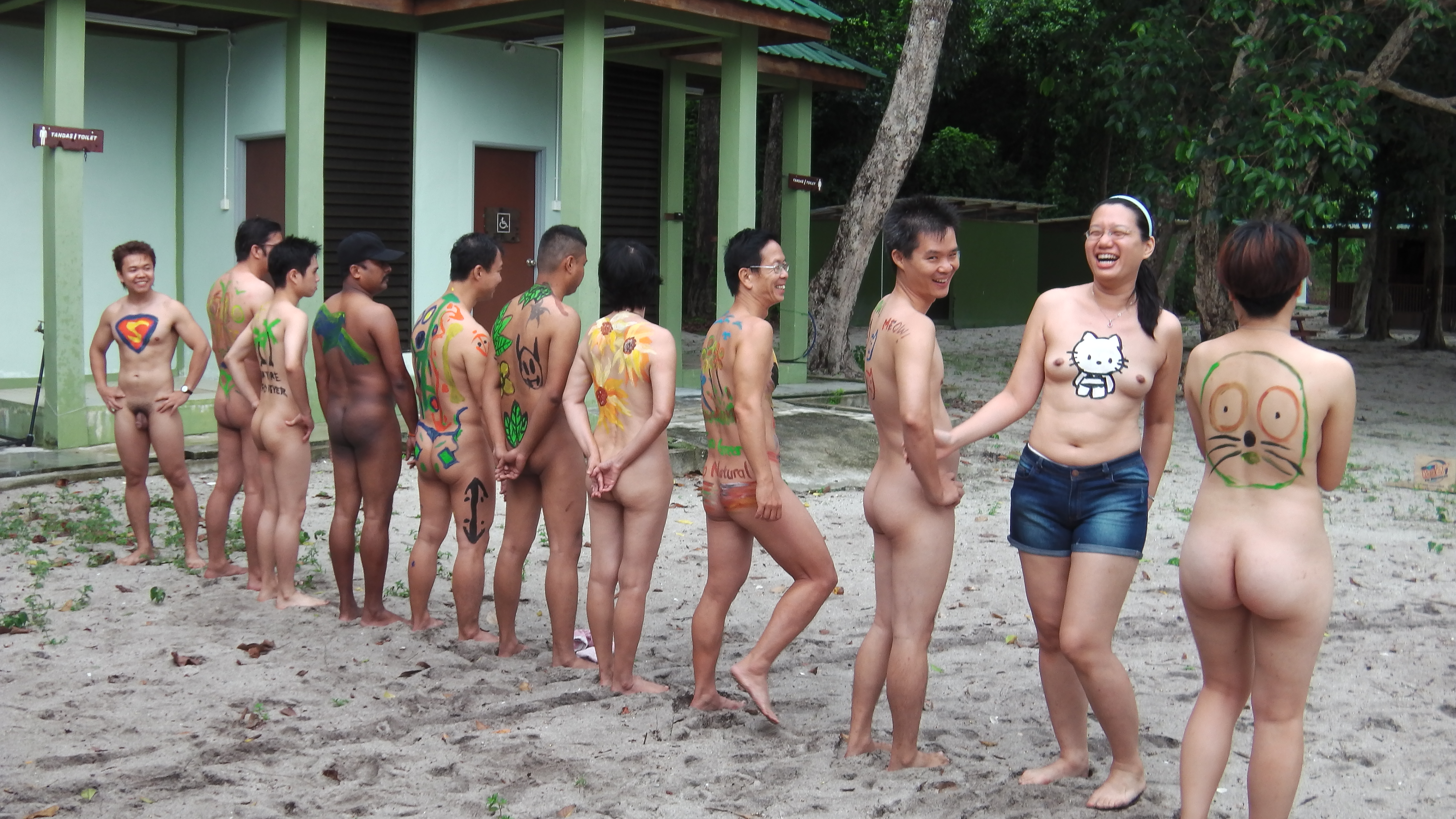
Malování na tělo je oblíbená kratochvíle naturistů (Malajsie, 2014)

Oděv slouží, kromě své funkce ochrany před nepřízní počasí, jako psychická bariéra vůči ostatním a taktéž jako symbol společenského postavení. Svlečení mimo bezpečí soukromých prostor je tak spojeno s pocitem nechráněnosti a s vystavením pohledům jiných. Nahota před cizími lidmi jde v naší kultuře ruku v ruce se studem a pocitem trapnosti. Proto bývají první zkušenosti s nudismem a naturismem lidmi, kteří na ně nejsou zvyklí od dětství, často popisovány jako neobvyklé a nepříjemné. Lidé, kteří poprvé přicházejí do kontaktu s naturismem či nudismem, popisují obvykle vícestupňový proces sbližování s tímto pro ně nezvyklým prostředím. Na počátku stojí v popředí nepříjemný pocit odhalení a nechráněnosti spojený se strachem ze zírání ze strany ostatních a strachem z možného postižení kvůli porušení společenských norem. K tomu přistupuje silné uvědomění si vlastního těla: subjektivně vnímané tělesné nedostatky se dostávají do středu pozornosti jiných lidí. V naturistickém (nudistickém) prostředí společné nahoty jsou však brzy tyto pocity vystřídány jistotou, že dosud neobvyklá nahota před jinými je zde vnímána jako samozřejmá a přirozená a že nehrozí žádné odsouzení a kritické pohledy. Zejména protože ne všichni lidé kolem taktéž splňují estetické nároky společnosti a své skutečné či domnělé nedostatky neskrývají. Strach z kritiky a nesouhlasu ustupuje pocitu uznání a jistoty, člověk je přijat takový, jaký je, a rovněž zmizí potřeba posuzovat ostatní podle společenských estetických hledisek.
Vědecké studie ukazují, že lidé pravidelně praktikující naturismus (nudismus) mají kladnější postoj ke svému tělu a menší pochyby o něm. To je nezávislé na tom, nakolik tito lidé sami odpovídají běžnému ideálu tělesné krásy. Společné praktikování nahoty v rámci naturismu nebo nudismu vede v pozdějším životě k sebevědomějšímu a uvolněnějšímu vztahu k tělu a menšímu podléhání ideálům krásy přinášeným sdělovacími prostředky.
Se vzrůstajícím přivyknutím veřejné nahotě se dostaví příjemný pocit popisovaný většinou jako „svoboda“, „vymizení hranic“, „sounáležitost s přírodou a lidmi“. Společná nahota se pojí se vzájemnou důvěrou, respektem a nepřítomností přetvářky. Pocity a účinky společné nahoty připomínají některé projevy nábožensky motivované nahoty, jak je známe například od starověkých indických gymnosofistů nebo od sádhuů a digambarů dnešní Indie, v jejichž nahotě se spatřuje vedle askeze také osvobození od světských tlaků. Zde je možné vidět jistou obdobu s duchovními základy naturismu.

## Historie

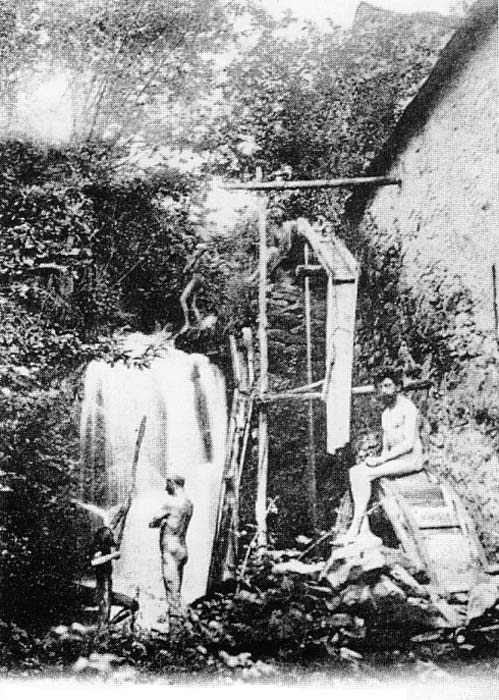
Členové družstva Monte Verità (asi 1904)

Zhruba do renesance byla v Evropě tolerance veřejné nahoty větší než v novověku a moderní době, zejména mezi nižšími vrstvami. Od renesance se pozvolna rozšiřoval požadavek na zahalenost, společná nahota však byla i nadále provozována zejména v souvislosti s koupáním, plaváním a v lázních či saunách. Od pozdního 18. století se ve většině Evropy silně prosazovalo tabu veřejné nahoty, ale zároveň se v osvícenství začaly objevovat první hlasy obhajující nahotu zdravotními, případně i kulturními důvody, zdravé a krásné lidské tělo začalo být spojováno s nahotou také díky znovuobjevení klasického řeckého sochařství. Například skotský rytíř a učenec James Burnett, lord Monboddo provozoval a propagoval nahé koupání jako znovuoživení starořecké sportovní nahoty. Slovo naturismus poprvé použil v roce 1778 Belgičan Jean Baptiste Luc Planchon při obhajobě nudismu za účelem zlepšení zdravého životního stylu („hygiène de vie“).
První naturistický spolek v moderním smyslu, Společenstvo nahé pravdy, založil v roce 1891 u Bombaje britský koloniální soudce Charles Edward Gordon Crawford. Spolek však existoval jen krátkou dobu.
Rané naturistické spolky a jednotlivci obvykle vystavovali svá těla působení přírody zakryti ještě pod tlakem společenských požadavků určitým minimálním oděvem. Teprve v prvním desetiletí 20. století přišli někteří autoři s tím, že regenerační účinky má jen úplná a společná nahota. Pro další rozvoj naturismu měly zásadní vliv spisy a postoje především německých intelektuálů, pro něž byla nahota většinou jedna ze součástí jimi rozvíjené reformy způsobu života. Za jejich činností (i činností myslitelů v jiných zemích) stála představa, že rozvojem průmyslové společnosti 19. století se lidé stále více odcizovali svému přirozenému přírodnímu prostředí a způsobu života.
Za jednoho z prvních takových myslitelů je možné považovat nizozemského politika a obchodníka Josepha Salomonsona, který se označoval za apoštola přirozeného života a propagoval bezmasou stravu bez soli. Počátkem 20. století byl krátce členem nahotu provozujícího anarchisticko-vegetariánského přírodního léčebného družstva Monte Verità u Ascony ve švýcarském kantonu Ticino, jehož jméno („Hora Pravda“) mělo vyjadřovat snahu o život v pravdě bez konvenčních předsudků společnosti. Nahotu vnímal jako přirozený doplněk jednoduchého, přirozeného žití.

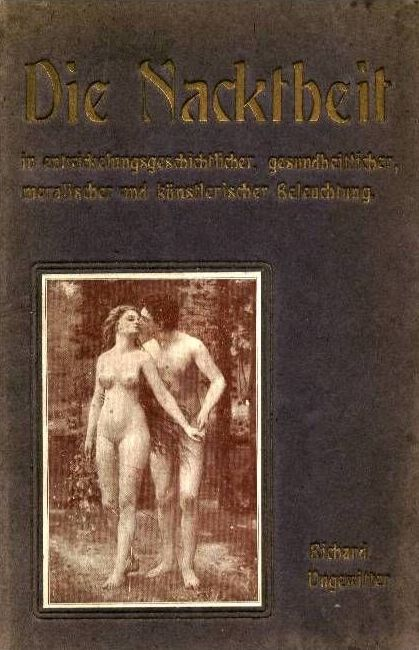
Obálka knihy Nahota Richarda Ungewittera, 1907

Německý filozof, umělec a publicista Heinrich Pudor vydal v roce 1906 třísvazkové dílo Nahá kultura pojednávající o výhodách nahoty při výchově a obhajoval provozování sportu bez oblečení. Pod Pudorovým vlivem publikoval řadu prací o významu nahoty (např. v roce 1906 Nahota z hlediska dějinného vývoje, zdraví, morálky a umění) úředník a obchodník Richard Ungewitter a stal se jedním z prvních organizátorů naturismu v Německu, když kolem roku 1906 založil ve Stuttgartu Společnost pro hygienickou, etickou a estetickou kulturu, druhý naturistický spolek v Německu (první vznikl roku 1898 v Essenu). O pár roků později pak založil další společnost, Lóži stoupajícího života, která se stala první celoněmeckou naturistickou organizací. Organizace vydávala časopis Důvěrné zprávy, který propagoval nahé koupání, společnou nahotu a také nahé pěší pochody přírodou. Velký ohlas měla jeho, v roce 1905 vydaná kniha Nahota, která popisovala jeho představu ideální společnosti, v níž by každý byl nahý, jedl jen zeleninu a zcela se vyhýbal alkoholu a tabáku. Po první světové válce Ungewitter propagoval povinné zavedení nahoty (nahé cvičení třikrát denně) jako prostředek obnovy Německa po válečné porážce. Ungewitterovy představy o významu nahoty pro duševní odolnost, pevné zdraví a zlepšení morálních postojů posléze rozvíjela řada dalších autorů.

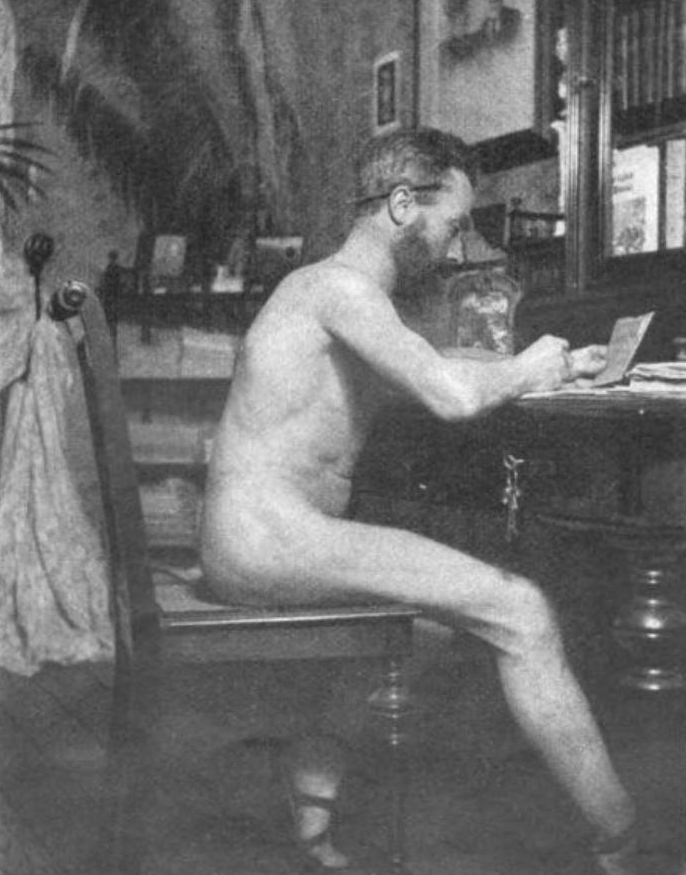
Richard Ungewitter ve své pracovně, 1905

Velký vliv na veřejné mínění získal vojenský důstojník Hans Surén. Kontakty s britským protivníkem (a britské válečné zajetí) je zřejmě přivedly ke sportu, kvůli němuž žil strohým životem (běhal například za každého počasí nahý dálkové běhy). Po první světové válce vedl sportovní vojenskou školu u Berlína a začal také být činný jako spisovatel. Ve svých spisech se snažil působit zejména na mládež, přivést ji k životu na čerstvém vzduchu a pod sluncem, k tělesnému cvičení na gymnastických základech a také k prostotě a spojitosti s přírodou. Své názory o sportu a nahém žití v rámci sluncem zalité přírody (ale také nahotě jako prostředku tréninku vůle) široce rozvedl v knize Člověk a slunce z roku 1924, která se stala brzy bestselerem a byla opakovaně přeložena do angličtiny.
Adolfa Kocha, učitele a lékaře, přivedl k naturismu zájem o hygienu a správný tělesný rozvoj a zaváděl nahotu do (mimoškolních) gymnastických cvičení svých žáků. Po stížnostech opustil státní školství a založil v roce 1924 Školu tělesné kultury Adolfa Kocha, která se stala první ze třinácti dalších podobných škol po celém Německu a jejichž náplní byly vedle nahé gymnastiky intenzivní vodoléčba a světloléčba, stálý lékařský dohled a společné diskuse o všech otázkách. V roce 1929 Kochova berlínská škola hostila Mezinárodní kongres o nahotě s účastníky z dvaceti tří států. Na rozdíl od jiných autorů a aktivistů Koch nezdůrazňoval sepětí nahoty a přírody, nýbrž ji bral jako záležitost vnitřních tělocvičen.
Z podobných myšlenkových základů jako v Německu vycházeli ve stejné době i francouzští teoretici a organizátoři naturismu. Jedním z prvních byl geograf a anarchista Jean Jacques Élisée Reclus, který v naturismu a nahotě (sám se koupal bez plavek) viděl nejen prostředek tělesné regenerace a vztahu k tělu odlišného od tehdy převládajícího pokrytectví a tabu (vyzdvihoval otevřený vztah starověkých Řeků k tělu), ale také prostředek družnějšího pojetí společenského života a stejně tak pobídku respektu k planetě („Jistého kladného pokroku bylo dosaženo ve smyslu svobody oděvu a přes všechno jsme se trochu přiblížili hygieně. Ale velká revoluce estetická a morální, která zanechá modernímu civilizovanému člověku právo, které měl kdysi Řek, když se procházel zbaven látek ve světle slunce, tato velká revoluce je stále mezi všemi ambicemi moderního člověka taková, které se zdá nejtěžší dosáhnout.“).

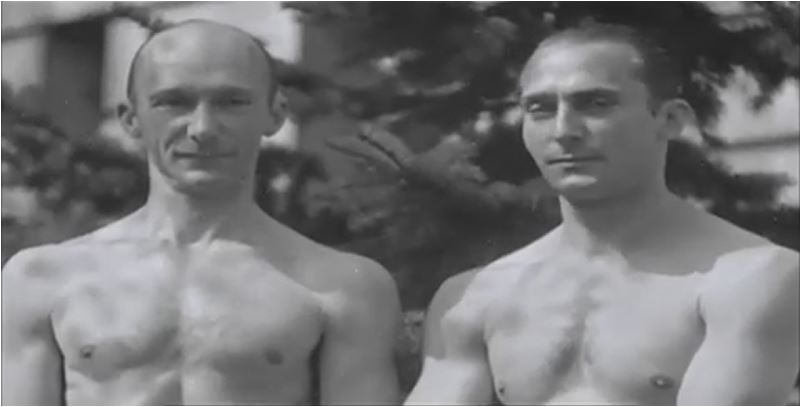
Bratři Gaston a André Durvillovi

Bratři a lékaři André a Gaston Durvillovi studovali účinky psychiky, výživy a přírodního prostředí na lidské zdraví. Dospěli k přesvědčení, že provozování lékařství ve specializovaných institucích nemůže dostatečně zajistit zdraví a že k tomu je zapotřebí i přirozené stravy a pobytu v přírodním prostředí. Měli za to, že plného využití blahodárných účinků vzduchu a slunce se dosáhne jen při úplné nahotě. V roce 1927 založili Naturistickou společnost a v roce 1928 zřídili na ostrově Platais v Seině, u městečka Villennes-sur-Seine na západním okraji pařížské aglomerace naturistický kemp nazvaný Physiopolis (zhruba „Přírodní město“), který brzy získal velkou návštěvnost a dostalo se mu i uznání od několika ministrů veřejného zdraví a dalších vládních činitelů (na druhou stranu, pařížské úřady si v polovině 30. let vynutily zavedení aspoň minimálního odění). V něm podstatná část prostoru byla věnována sportovním zařízením, návštěvníkům byli k dispozici sportovní instruktoři, základní podmínkou pobytu byla (v počátcích) úplná nahota a zákaz alkoholu a tabáku. V roce 1931 pak bratři u Středozemního moře, na ostrově Levant blízkou Toulonu založili první evropskou (a stále existující) naturistickou vesnici Héliopolis („Město slunce“), která měla sloužit zájemcům o upevnění zdraví pobytem v klidu přírody. Héliopolis byla svými zakladateli na rozdíl od Physiopole zamýšlena jako místo trvalého žití podle zásad naturismu (nicméně poměrně brzo se stala turistickým střediskem, jímž je dodnes, třebaže má stále malé množství trvalých obyvatel). Bratři Durvillové se při propagaci naturismu – v časopise Naturisme („Naturismus“), který vydávali, i v jiných svých spisech – nezaměřovali ani tak na jeho zdravotní prospěch, jako spíš na kladné účinky na vzezření těla. Plodem naturismu mělo být atletické tělo jako známka mládí, pohody a zdraví. V knize Utvoř své tělo („Fais ton corps“, vydané 1936 nebo 1937) líčí naturisty takto: „Zde na ostrově naturistů nyní … je krása, zdraví, mír. Lidé jsou nazí, kůže jsou do bronzova opálené, záda jsou široká. Ukázněné skupiny mužů, žen, dětí, všichni krásní, všichni silní, procvičují své svaly za zpěvu ódy na  přírodu.“

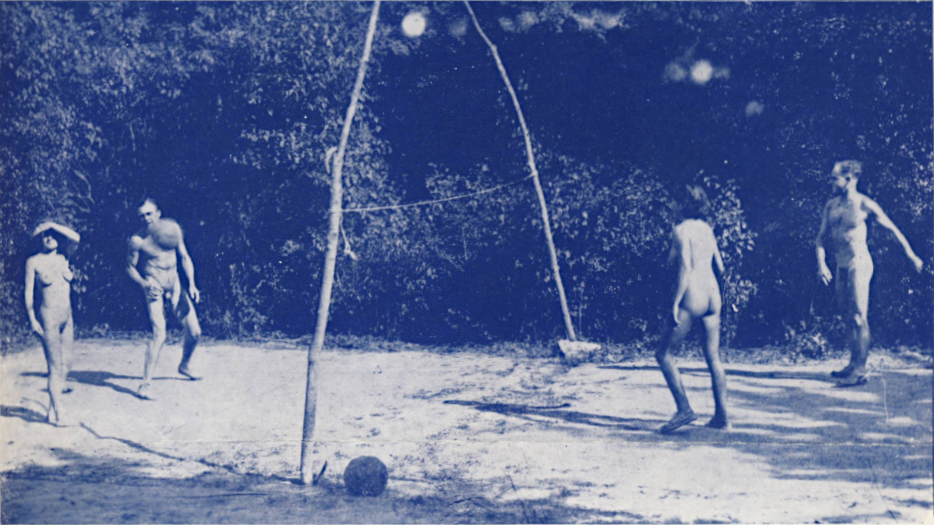
Improvizovaný volejbal v klubu Sparta u Paříže (kolem 1933)

Velký vliv, zejména teoretický, na rozvoj a propagaci naturismu ve Francii měl Marcel Kienné de Mongeot, který pocházel ze šlechtické rodiny, později působil jako učitel tělesné výchovy a publicista. Od roku 1926 vydával spolu s naturistickým lékařem Marcelem Viardem časopis Vivre („Žít“), brzy přejmenovaný na Vivre intégralement („Žít v úplnosti“), v němž čtenářům zprvu nabízel program dosažení duchovní a fyzické vyváženosti, zdraví a síly prostřednictvím disciplíny a píle. Od roku 1927 se na stránkách svého časopisu začal zamýšlet nad nahotou. Podle něj šlo o přirozený stav našeho těla prospěšný celému organizmu a nošení oblečení je naopak jednou z příčin naší degenerace („Oblečení zakrývá naše deformace, naše nedostatky, naše vnější známky špatného zdraví, vitální disharmonie, a to jak před ostatními, tak před námi samotnými. To v nás zmenšuje nezbytnou touhu to napravit“). Avšak nejen ve fyzickém smyslu – úplná nahota se měla stát též prostředkem k překonání morálky založené na předsudcích a k prosazení tolerance znamenající přijetí sebe, přijetí druhých, přijetí přirozenosti. V roce 1929 založil u městečka Gaillot ve východní Normandii naturistický klub jménem Sparta, který byl nucen roku 1932 se přestěhovat k vesnici Fontenay-Saint-Père v pařížské oblasti. Klub svým názvem odkazoval na sportovní praxi a hlavně jednoduchý život starověkých Sparťanů.
Pro Mongeota nebyl naturismus (pro který později používal označení gymnosofie, tedy „nahá moudrost“) jen prostředkem léčby nebo zdokonalení těla, ale stále víc (zejména po druhé světové válce) především prostředkem společenským a ekologickým. V roce 1970, několik let před svou smrtí, adresoval naturistům tuto výzvu: „Vaší povinností je neustále a bez oddechu se stavět proti všemu falešnému pokroku, který ničí přírodu, a tak připravuje vás, vás i vaše děti, o prvky nezbytné nejen pro vaše zdraví, ale i pro váš život. Nenechte se zmást přeludy průmyslové, mechanizované a odduševněné civilizace! Je odporná! Drží vás v otroctví, robotizuje vaše tělo i duši a připravuje vaše děti na existenci termitů! … Je třeba být gymnosofem, tedy nahým člověkem, skutečným člověkem, který poznává svou povahu a který ve všech svých činech v ní chce najít pravý, spravedlivý smysl, který ho uvede do harmonické rezonance s celým vesmírem a se svými bližními. Postavte se směle, odvážně proti komercialismu, který hyzdí nejen přírodu, ale lidskou přirozenost v jejím těle, v její krvi. A dokonce i v její mysli. Pranýřujte pokrytectví, předsudky a veškerou ošklivost, fyzickou i morální, jako jsem to já dělal celý svůj život.“
Pod vlivem intenzivní knižní a časopisecké propagace se od konce 20. let začal naturismus šířit společností, zejména v Německu a Francii. Zároveň však ustupovaly do pozadí jeho asketické, léčebné a atletické rysy a postupně se proměňoval ve volnočasovou aktivitu. Během 30. let se naturismus rozšířil i do dalších evropských zemí a do Spojených států amerických, Kanady a Nového Zélandu. V srpnu 1939 se u západošvýcarského Thielle konaly naturistické olympijské hry. Ve 40. a 50. letech se začaly naturistické kluby v jednotlivých státech spojovat do celostátních organizací. 
Po druhé světové válce vzrůstal počet naturistů, kteří se nepřipojovali k žádným klubům, a od začátku 50. let začala být budována na zisk zaměřená naturistická letoviska nabízející trávení dovolené v naturistickém duchu. První takové letovisko, Sluneční a mořské centrum Montalivet, založili u vesnice Montalivet-les-Bains u Bordeaux v jihozápadní Francii manželé Lecocqovi. V tomto letovisku také v roce 1953 byla založena Mezinárodní naturistická federace jakožto organizace zastřešující všechny naturisty ve světě.

## Současnost

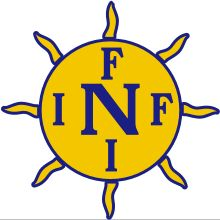
Logo Mezinárodní naturistické federace

Po oficiální stránce je naturistické hnutí reprezentováno Mezinárodní naturistickou federací sídlící u Lince v Horním Rakousku. Její jednací jazyky jsou francouzština, němčina a angličtina. Federace sdružuje celostátní („národní“) naturistické organizace z jednotlivých států světa. V roce 2022 bylo řádnými členy 35 naturistických organizací, převážně z evropských států, dalších 12 organizací ze zemí, kde není naturismus rozvinutý, mělo postavení korespondenta.
Organizace každé dva roky pořádá světový kongres naturistů, dále pořádá každoročně světové naturistické dny a další sportovní události a setkání naturistů. Vydává také dvouměsíční věstník Focus a každé dva roky průvodce světovými naturistickými lokalitami. Hlavním posláním organizace je propagace naturismu a jeho hodnot. Cílem má být „svět, ve kterém každý může žít svobodně, s šaty nebo bez nich, s úctou k ostatním a k životnímu prostředí, svět, ve kterém je chráněno lidské právo být nahý a nahota, včetně společné nahoty, je chráněna, svět, kde naturismus je praktikován ve shodě s definicí naturismu Světové naturistické federace.“
Kluby a jiné naturistické organizace sdružují jen část praktikujících naturistů (nudistů), mnoho jich nikde organizováno není. Od počátku 21. století se mnohé naturistické organizace potýkají s klesajícím přílivem mladých členů (neplatí to však ve všech zemích, například Francii) a jejich členstvo stárne, což vyvolává obavy o budoucnost hnutí. Protože však tolerance (veřejné) nahoty celkově vzrůstá, a to hlavně mezi mladými,, nabízí se vysvětlení, že mladí lidé se nepotřebují připojovat k formálním organizacím, aby mohli provozovat naturismus (nudismus).

### Místa a aktivity

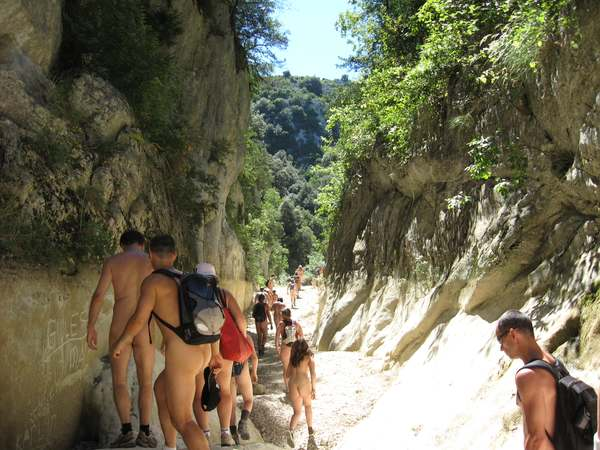
Francouzští naturisté na pěší túře přírodou (departement Gard, 2008)

Naturismus (nudismus) je praktikován zčásti celoročně nebo sezónně v klubech přístupných převážně nebo výhradně svým členům (podstatné je to zejména v zemích, kde je nízká tolerance veřejné nahoty), zčásti – zejména sezónně – v naturistických letoviscích a jiných zařízeních turistického rázu, zčásti ve volné přírodě, a to jak celoročně, tak sezónně.
Naturistické kluby jsou místní sdružení naturistů vlastnící obvykle pozemky (někdy i velmi rozsáhlé), na nichž je možno provozovat naturistické aktivity. V jejich vybavení je zpravidla na prvním místě venkovní koupání, podle finančních možností (a v zemích s delší tradicí naturismu) pak další relaxační a sportovní zařízení jako venkovní hřiště například pro tenis, petank, vnitřní bazén(y), sauna, hřiště na míčové hry a další. Některé kluby nemají vlastní pozemky a budovy a jejich činnost spočívá v organizování naturistických akcí pro své členy, někdy též na vlastními silami opečovávaném veřejném pozemku zpravidla využívaném ke koupání. V současné době řada klubů vlastnících pozemky (zejména v Británii) umožňuje placený pobyt i nečlenům, čímž se blíží naturistickým letoviskům.

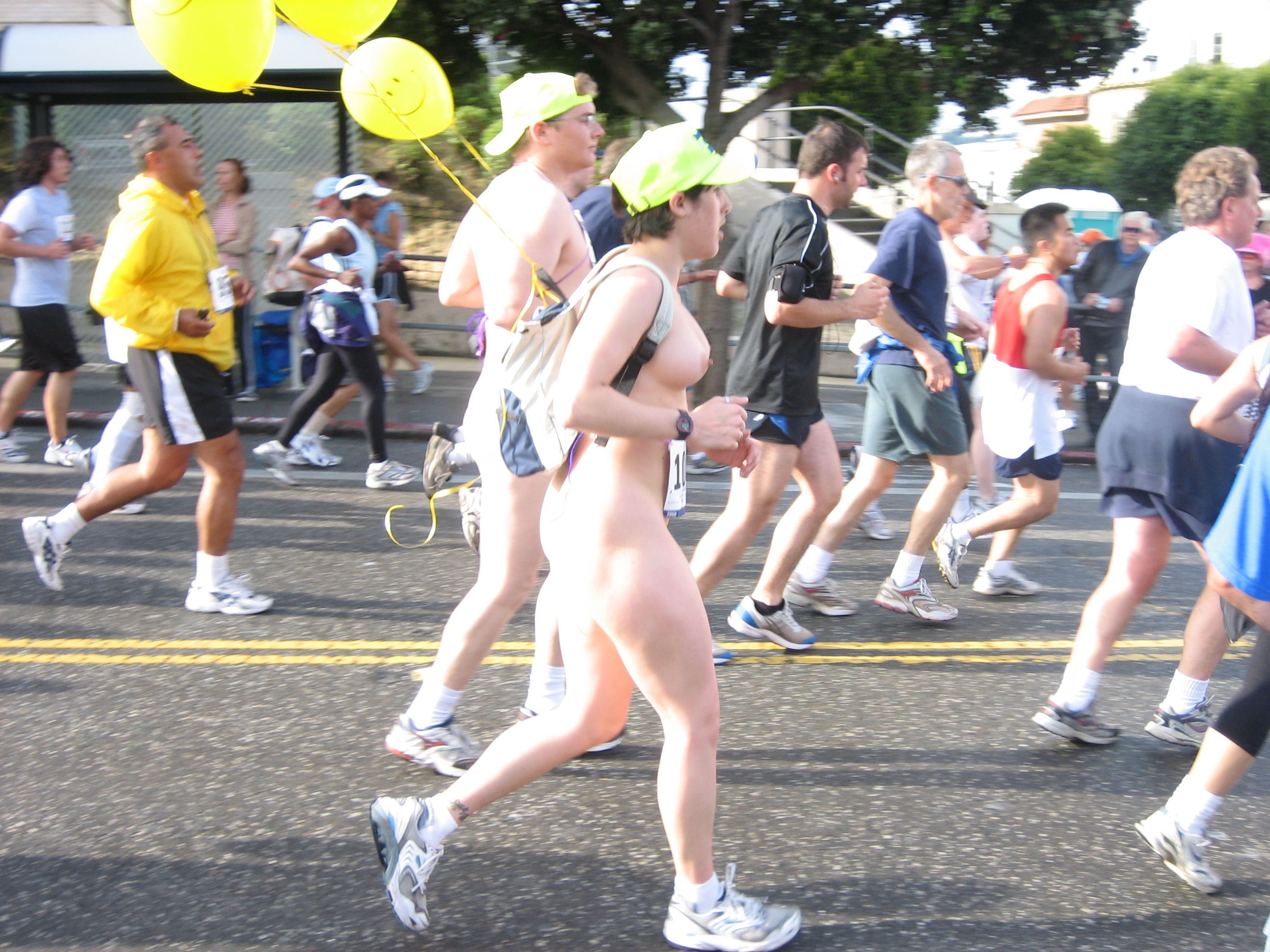
Nazí účastníci každoročního sanfranciského běhu Bay to Breakers

Nejběžnější naturistickou činností je koupání a plavání. Může být provozováno jak v naturistickém klubu, pokud na svém pozemku má vodní plochu, tak na vyhrazených plážích zvaných obvykle nudistické, které někdy bývají pohledově odděleny od svého okolí. V některých zemích (Dánsko, Švédsko) je možné naturismus oficiálně praktikovat na všech plážích, v jiných je neoficiálně široce tolerován. Na veřejných plážích spravovaných naturistickými kluby může být tolerováno oblečení (plavky) či naopak vyžadována nahota. Koupání v naturistickém klubu se vyznačuje zpravidla tím, že je možné kromě pohybu ve vodě využít i další sportovní možnosti. Platí to zejména o plážovém volejbalu, který je součástí naturistických aktivit už od raných počátků naturismu, oblíbené bývají i tenis, badminton, kuželky a další.
Vzrůstající oblibě se v poslední době těší naturistické procházky či pochody, aktivita jinak provozovaná už v počátcích naturistického hnutí. Pochody obvykle probíhají v oblastech méně nebo více vzdálených trvalému osídlení, zpravidla v lesích nebo v horských oblastech, a to jak po neznačených, tak značených turistických trasách, takže při nich dochází k setkáním s většinovými (oblečenými) turisty. Existují (v nevelkém počtu) i zvláštní naturistické stezky, které jsou sice všem veřejně přístupné, ale jsou označeny informačními cedulemi, že je na nich možné potkat nahé chodce. Akce většinou probíhají v menších, někdy však i poměrně velkých skupinách (v nemalém počtu aktivitu nicméně provozují i jednotlivci).

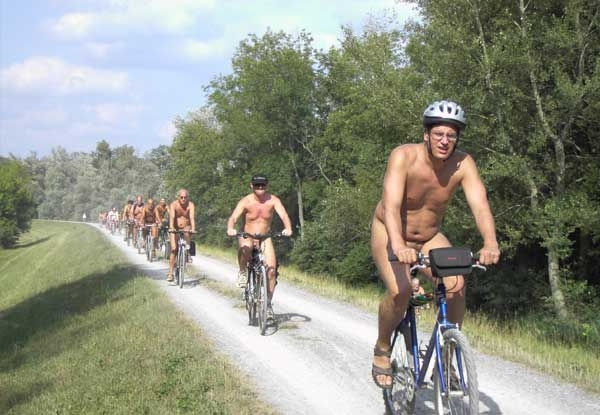
Každoroční naturistická cyklovyjížďka kolem Karlsruhe (rok 2001)

Na rozdíl od chůze (pěších túr) si naturistický běh oblibu teprve získává. Většinou bývá provozován v naturistických areálech (v naturistickém klubu Camping Ostsee ve Šlesvicku-Holštýnsku se koná také mezinárodní naturistický běh) nebo na plážích, někdy pravidelně jako tradiční událost. Ve volné přírodě, mimo naturistická střediska, se mu věnují spíš jen jednotlivci. Někteří naturisté (nudisté) se občas (pokud to organizátory není zakázáno) nazí účastní běhů pořádaných pro širokou veřejnost a běhy také občas jsou součástí festivalového naturismu (nudismu).

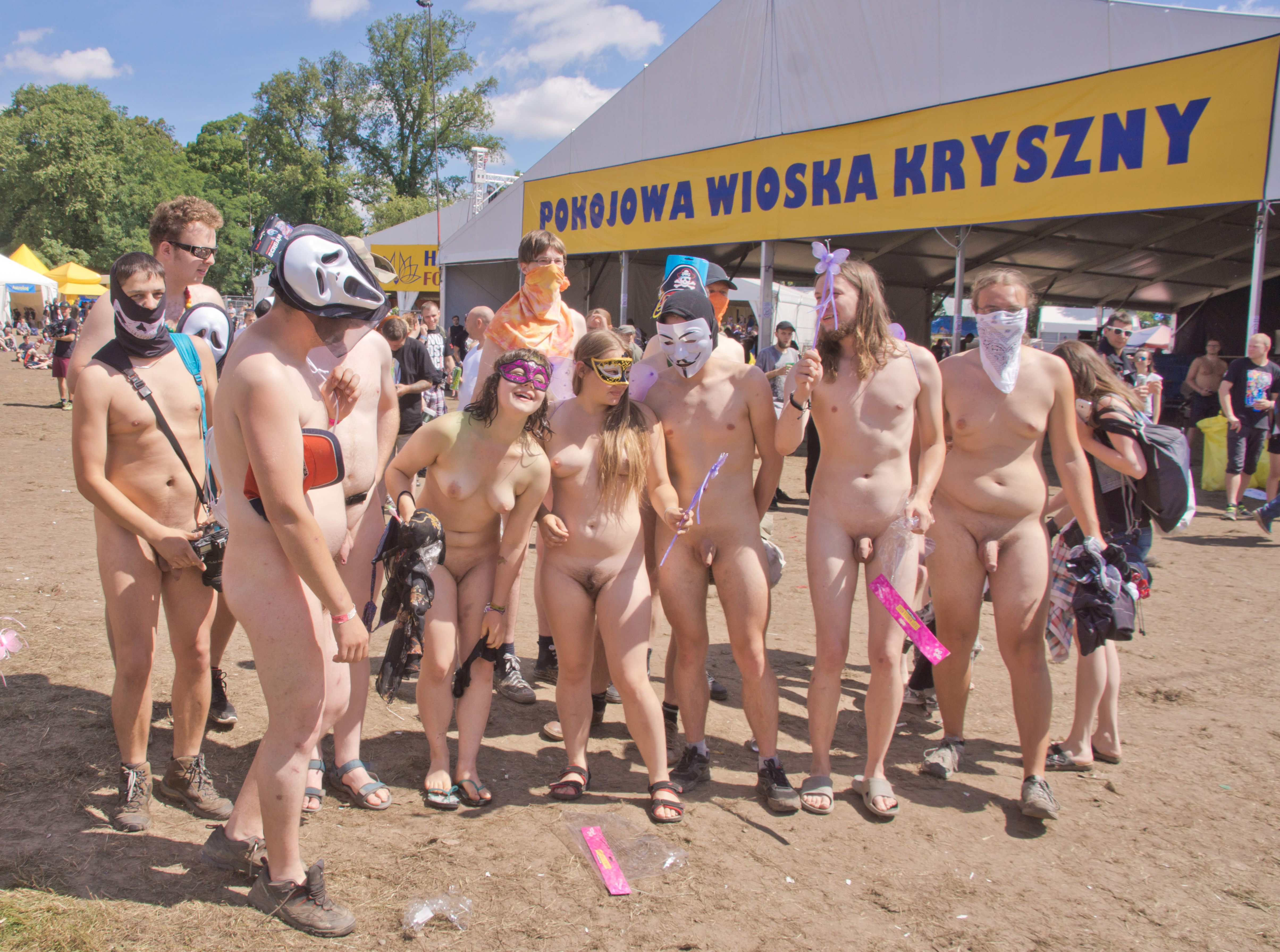
Účastníci nahého běhu na polském festivalu Przystanek Woodstock (Kostřín, 2016)

V roce 2001 se ve španělské Zaragoze konala protestní jízda nahých cyklistů proti zaplněnosti města automobily a za lepší podmínky pro městskou cyklistiku a bezpečný pohyb po ulicích. Po několika letech se tento protest rozšířil i do dalších měst ve světě jako Světová nahá jízda na kole („World Nake Bike Ride“). Velká pozornost, které se této události (jen velmi zřídka organizované naturisty) dostává, vzbudila mezi naturisty zájem o tento druh sportovní činnosti. Naturistické (nudistické) jízdy na kole nicméně probíhají většinou na individuální úrovni, skupinové vyjížďky organizované naturisty se vžily jen v některých částech Německa (saští naturisté při jízdách kolem Labe zajíždějí i do českého pohraničí), kde bývají pořádány jízdy v délce desítek kilometrů a počtu účastníků od pěti až po víc než třicet.
Od začátku 21. století mezi naturisty získává na oblíbenosti nahá jóga. Cvičení jógy bez oděvu existovalo v Indii od pradávných časů a do svých pohybových aktivit je zařadili i první evropští naturisté v počátcích 20. století. V západních zemích ji zpopularizoval britský dokumentární film Nahá jóga („Naked yoga“) z roku 1974 a zejména pak svou činností Aaron Star ve Spojených státech.
V Evropě je vrcholem naturistického sportu každoroční, už od roku 1989 pořádaný Mezinárodní naturistický sportovní víkend v naturistickém rekreačním středisku v Sziksósfürdő u jihomaďarského Segedínu s téměř čtyřicítkou sportů na programu a stovkami účastníků z celé Evropy.
Sezónní záležitostí se stal takzvaný festivalový naturismus (nudismus): na některých hudebních i dalších festivalech se část účastníků spontánně rozhodne pro úplnou nebo částečnou nahotu. Příznačné v tomto ohledu jsou například festival Nambassa na Novém Zélandu, Pashut v Izraeli a Burning Man ve Spojených státech, kde se to stalo tradicí. Na některých festivalech se staly tradicí doprovodné události naturistického (nudistického) rázu. K nejznámějším patří nahý běh v rámci hudebního festivalu v dánském Roskilde, který se těší velkému zájmu veřejnosti, a nahá jízda cyklistů na festivalu Fremont Solstice Parade v Seattlu. Převážně charakter nahého festivalu má rovněž Nakukymppi, každoroční běžecká událost ve středním Finsku.

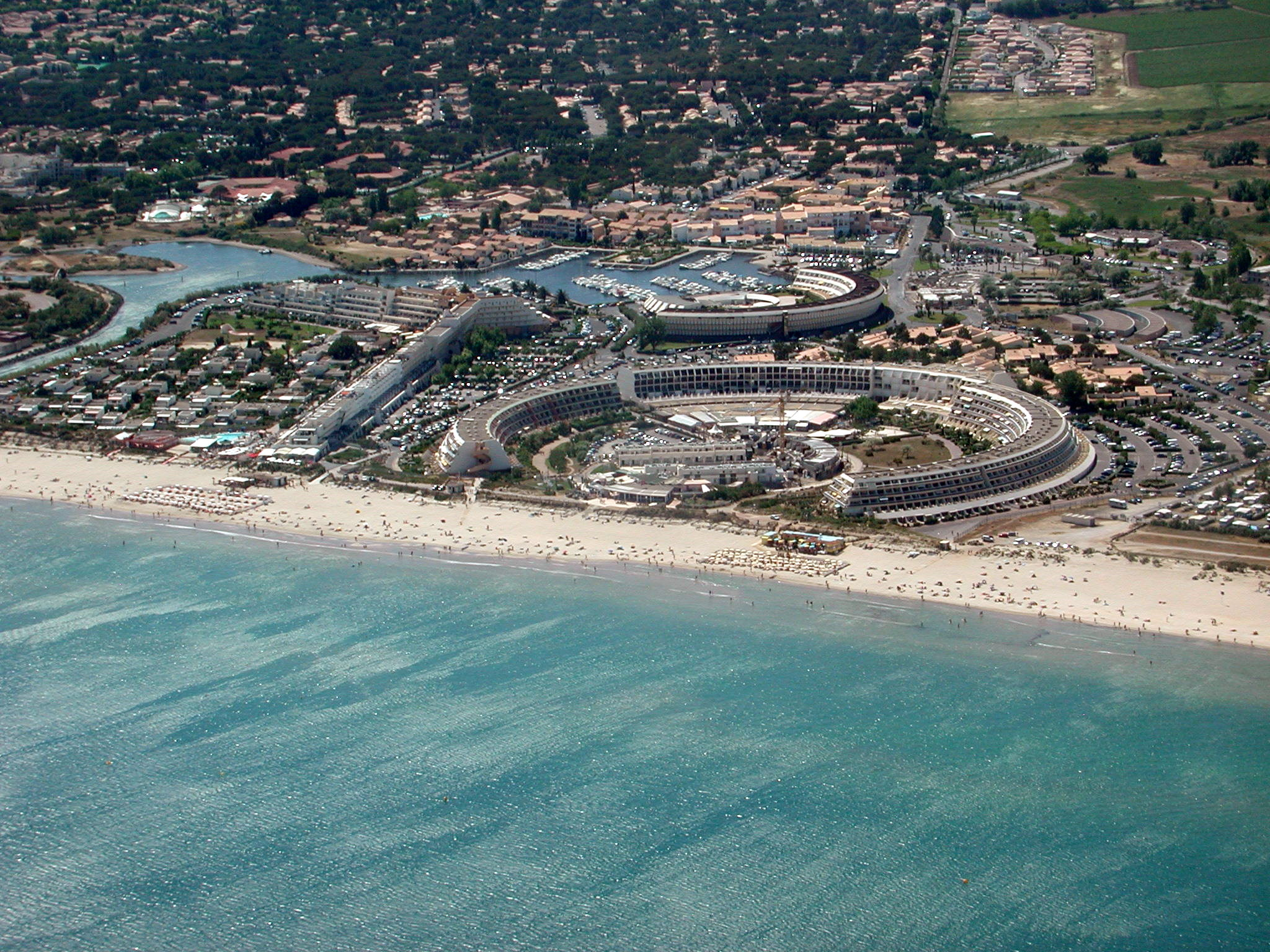
Naturistické středisko Cap d'Agde ve Francii

Nejširší možnosti oddechu i sportovních aktivit v naturistickém duchu nabízejí komerční naturistická letoviska. Tato zařízení mohou být malá (často se nazývají naturistické kempy), ale mohou mít i podobu velmi velkých středisek nazývaných také naturistické vesnice, která mají i vlastní restaurace, kavárny, obchody, podniky noční zábavy nebo dokonce banku. Některá z těchto zařízení mohou být přístupná jen členům Mezinárodní naturistické federace (respektive jejích členských organizací), případně ti mohou být cenově zvýhodněni. Mezi největší naturistická střediska v Evropě patří Vera Playa u městečka Garrucha ve španělské Andalusii, Centrum Montalivet v jihozápadní Francii, Cap d’Agde nedaleko Montpellieru v jižní Francii, naturistický park Koversada u městečka Vrsar v chorvatské Istrii a kemp Valalta u několik kilometrů jižněji položené Rovinje.

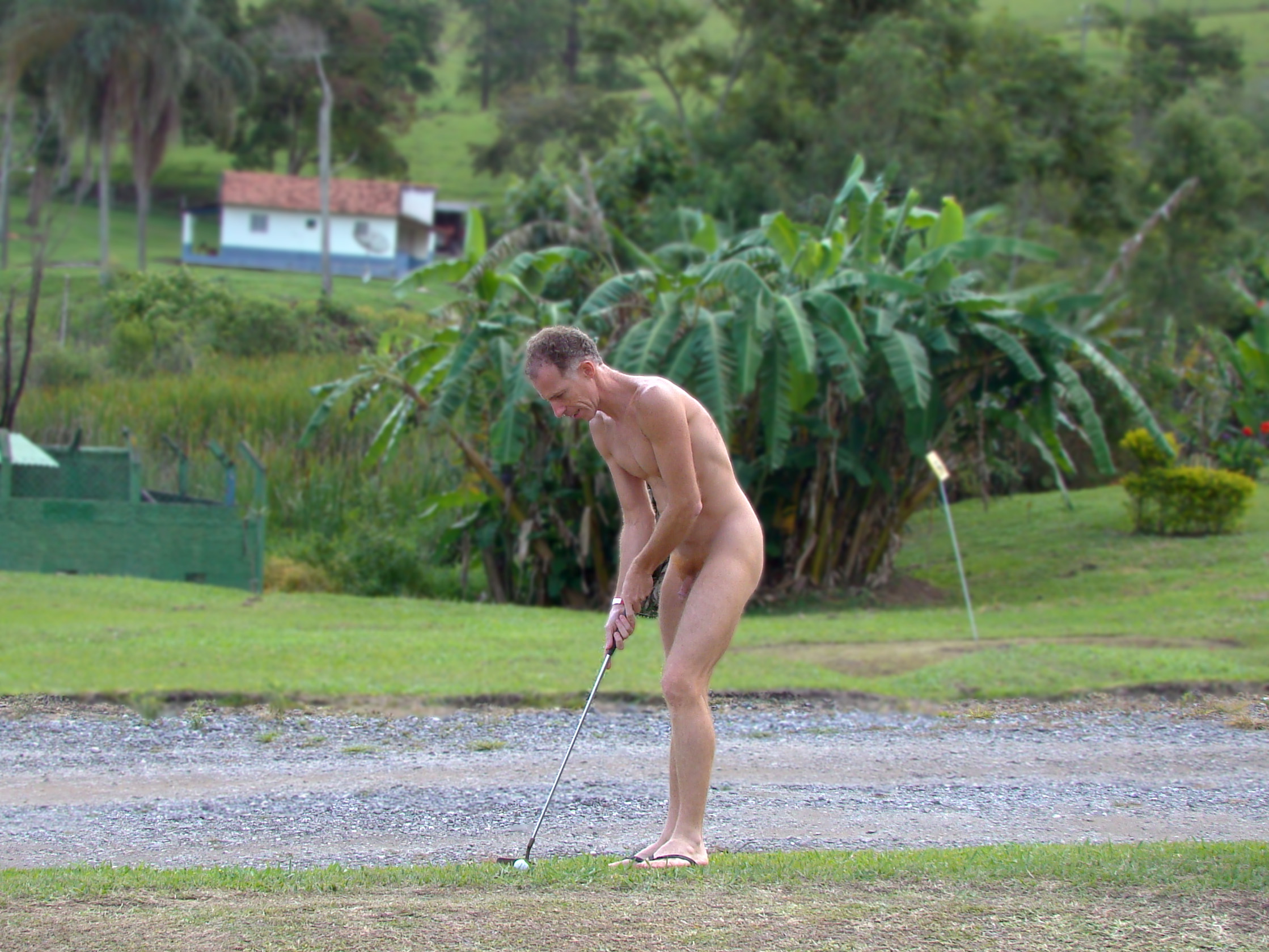
Golf v naturistickém letovisku

O všech těchto turistických zařízeních (jakékoli velikosti) platí, že svých hostům v zásadě nabízejí totéž, co běžná (nenaturistická) letoviska. Základem téměř vždy bývají plochy ke koupání, ať v podobě umělých bazénů nebo přírodních nádrží (či přístupu k moři), ve vnitřních prostorách obvykle bývají k dispozici sauny a vířivky. Důraz zpravidla bývá kladen na venkovní sportoviště, ve výbavě tedy bývají hřiště na tenis (a jeho naturistickou odvozeninu, miniten čili minitenis, který se hraje na hřišti polovičních rozměrů se zvláštní oboustranou dřevenou pálkou), zvlášť oblíbený (plážový) volejbal, petank, minigolf, větší střediska mají i golfová hřiště (a někdy poskytují i výuku golfu), v nabídce bývají i šipky, lukostřelba, taneční zábavy a výuka tance, posilovny a nesportovní služby jako kadeřnictví nebo kosmetika.
Pobřežní letoviska nabízejí jako součást pobytu i plavby na jachtách a podobných menších lodích nebo jejich pronájem, existují také společnosti pořádající naturistické dovolené (třeba v Karibiku) v podobě mnohadenních plaveb na velkých výjižďkových lodích.
Naturistická dovolenková centra mají často tolerantní pravidla ohledně oblečení a nahoty. Úplná nahota bývá povinná v bazénech, jinak je v zásadě očekávána, pokud to počasí dovoluje, není však vynucována; z hygienických důvodů naopak bývá zakázaná v restauracích. Personál naturistických center je z bezpečnostních a zdravotních důvodů oblečený.
Existuje rovněž řada cestovních kanceláří specializujících se na nabízení zájezdů do naturistických letovisek a jiných lokalit.

### Postavení ve společnosti

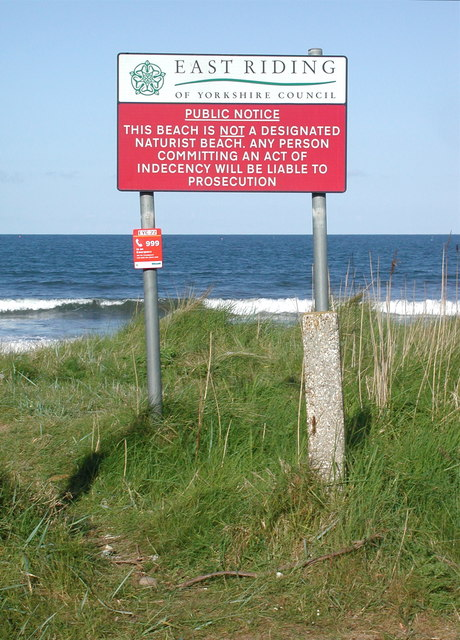
Anglická cedule zakazující naturismus („neslušnost“) na pláži

Naturismus vznikl ze starších kořenů v první třetině 20. století v Evropě jako reakce na stav tehdejší společnosti a převážně evropskou záležitostí zůstává stále; zejména v Africe a Asii je rozšířen nepatrně (tamní naturistická střediska slouží převážně evropským a severoamerickým turistům).
Protože základním znakem naturismu (nudismu) je úplná nahota, závisí jeho rozšíření na postoji k nahotě v dané oblasti. Mnohé oblasti světa považují nahotu za pohoršující a trestají ji, rozmanitý přístup panuje i v evropské (západní) civilizaci. Nejshovívavější postoj k (veřejné) nahotě má země zrodu naturismu, Německo, kde – zejména v protestantských a bezvěreckých oblastech na severu a severovýchodě – je možné provozovat naturistické aktivity mimo větší sídla téměř bez omezení. V zásadě totéž platí o Nizozemí (ačkoli formálně tam platí zákaz nahoty mimo místa zvlášť vyhrazená pro praktikování naturismu). Podobná situace panuje v severní Evropě a Anglii (nikoli ovšem ve Skotsku), obdobné je to ve Španělsku. Veřejná nahota je přísně trestána v Polsku a Itálii a naturistická aktivita se tam tak omezuje na odlehlá místa nebo uzavřené prostory. V celé Itálii je jen nemnoho oficiálních nudistických pláží, pouze některé regiony na severu jako ústupek požadavkům výdělečné turistiky umožňují obcím zřídit pro turisty místa k provozování naturismu, ovšem řádně označená a pohledově oddělená od okolí.
Rozporuplná je situace ve Francii: Na jednu stranu je to země, která se podílela na zrodu naturismu, dnes je na jejím území značné množství naturistických center včetně těch největších, která přitahují turisty z celé Evropy, a tvoří značnou část příjmů francouzské ekonomiky, na druhou stranu přístup většiny francouzských úřadů k veřejné nahotě v blízkosti osídlených míst je nesmlouvavě odmítavý. Z toho důvodu vzniklo Sdružení na podporu svobodného naturismu (APNEL) usilující o úpravu francouzského zákonodárství a dekriminalizaci veřejné nahoty.
Rozdílná situace panuje v různých částech Švýcarska – naturismus obecně není příliš rozšířen, tolerance nahoty se nicméně kanton od kantonu liší. Horské oblasti Švýcarska byly oblíbeným místem nahých procházek zahraničních turistů (tak tomu bylo už v raném 20. století) a po roce 2000 se k nelibosti místních jejich počet zvýšil natolik, že (katolický) kanton Appenzell Innerrhoden přijal v roce 2009 zákon, který nahotu v horách postihuje peněžními pokutami.
V jihovýchodní a východní Evropě je vzhledem k velké prudérnosti naturismus rozšířen poměrně málo, nejvíce se projevuje nudistickými plážemi v turisticky hojně navštěvovaných oblastech.
Ve Spojených státech amerických je tolerance nahoty obecně nižší než v Evropě, třebaže mezi jednotlivými státy existují velké rozdíly (nejtolerantnější jsou státy na východním a západním pobřeží); ve většině států platí zákony výslovně zakazující a trestající odhalování pohlavních orgánů na veřejnosti. Přesto tam má naturismus dlouhou tradici (v roce 1929 vznikl ve státě New York první naturistický spolek, Americká liga pro fyzickou kulturu, první naturistické středisko vzniklo v roce 1932 v New Jersey). Naturismus je ve Spojených státech praktikován převážně v uzavřených naturistických areálech či vyhrazených plážích, v řídce zalidněných oblastech i ve volné přírodě (koupání, pěší turistika).

### Naturismus v České republice
Zastřešující organizací formálně organizovaného naturismu v České republice je Českomoravská federace naturistů (založena byla 2014), která pořádá naturistické akce, shromažďuje informace o naturistických a pro naturisty vhodných lokalitách, propaguje naturismus a zastupuje naturisty České republiky v Mezinárodní naturistické federaci. Českomoravská federace naturistů nicméně není organizátorem veškerého naturistického dění v České republice, většina aktivit probíhá nezávisle na ní.
Historie naturismu v Československu je výrazně kratší než v sousedním Německu, Francii či dalších západoevropských zemích. Teprve v 80. letech 20. století vznikaly přes nepřízeň úřadů první nudistické pláže (první v roce 1985 na jezeře Lhota u středočeské Staré Boleslavi), po pádu komunistické moci pak vznikly první naturistické kluby a začalo se rozvíjet naturistické sportovní a rekreační dění. Formální zastřešující organizací se stala v roce 1990 Unie naturistů Čech a Moravy, která nicméně po zhruba jednom desetiletí své existence, v roce 2004, zanikla. Od roku 2003 existuje webový portál naturista.cz shromažďující informace o naturistickém dění v České republice.
Nejběžnější naturistickou aktivitou – zejména pro neorganizované naturisty – je, stejně jako v jiných zemích, koupání a plavání. V krajině jsou k tomu využívány především nudistické pláže, koupání bez plavek je nicméně možné provozovat u přírodních vodních ploch prakticky kdekoli. Nevelká část nudistických pláží je spravována místním naturistickým spolkem, většina jich však je neoficiálních. Některé z těchto pláží (například Malá laguna u Mušovské nádrže na jihu Moravy, Antošovice u Bohumína, s menší pravidelností i jiné) jsou místem tradičních naturistických akcí s převážně sportovně-pohybovým programem. Vedle pláží jsou naturistům vyhrazeny i části areálů některých umělých venkovních koupališť. Celoročně je možné též využít toho, že některé kryté bazény nabízejí vyhrazené hodiny pro plavání bez plavek (v roce 2022 např. v Žatci, Trutnově, Modřicích u Brna). V zimním období naturisté také často využívají sauny.
Pěší turistika není mezi naturisty v České republice tak rozšířena jako v jiných zemích, věnují se jí převážně jednotlivci nebo velmi malé skupiny; větších pochodů podobných akcím provozovaným v Německu a západní Evropě bylo zatím uspořádáno jen několik. Naturistický běh bývá (jak je běžné i v zahraničí) pouze součástí akcí v naturistických areálech a jejich nejbližším okolí a mívá spíš zábavný než sportovní charakter; ve volné krajině je provozován jen jednotlivci a výjimečně. Stejně tak je jen jednotlivci provozována naturistická cyklistika, větší organizované vyjížďky se nepořádají.
Z ostatních sportovních aktivit, které jsou v přírodě (volné krajině) naturisty nepravidelně provozovány, je možné ještě jmenovat vodáctví. Jiné sporty – a častěji oddychové aktivity zábavného rázu – se odehrávají na naturistických místech (zpravidla plážích nebo vyhrazených koupalištích či bazénech).
Tolerance k veřejné rekreační nahotě je v České republice poměrně velká. Provozování naturismu (nudismu) na veřejnosti formálním právem (zákony) výslovně zakázáno není, mimo vyhrazená místa může být teoreticky hodnoceno jako přestupek veřejného pohoršení, v praxi je nutné, aby někdo (nejméně tři osoby současně) skutečně byl pohoršen a podal stížnost (zásada „kde není žalobce, není ani soudce“).